# Rælingen
Rælingen é uma comuna da Noruega, com 71 km² de área e 14 720 habitantes (censo de 2004).